# بندر خشک
بندر خشک
یک پایانه لجستیکی و مرکز چندمنظوره در داخل خشکی است که عملکردی مشابه یک بندر دریایی دارد، اما دور از دریا واقع شده است. این نوع بندر نقش حیاتی در زنجیره تأمین و حمل‌ونقل بین‌المللی ایفا می‌کند.
کارکرد اصلی بندر خشک تسهیل انتقال کالاها بین کشتی‌ها و شبکه‌های بزرگ حمل‌ونقل داخلی (مانند راه‌آهن، جاده و گاهی اوقات راه‌های آبی داخلی) است. این امر آن را به یک مرکز توزیع و توزیع کالا در قلب سرزمین تبدیل می‌کند.
از جمله مهم‌ترین وظایف و مزایای آن می‌توان به موارد زیر اشاره کرد:
انتقال درون‌سرزمینی کالا: به عنوان یک گره ارتباطی، جریان کالا از بندرهای دریایی به داخل کشور و بالعکس را مدیریت می‌کند.
ذخیره‌سازی و انبارداری: امکاناتی برای نگهداری، انبار کردن و مدیریت موجودی کالاهای وارداتی و صادراتی فراهم می‌آورد.
تسهیل و تسریع فرآیندهای تجاری: با تمرکز خدمات گمرکی، بازرسی، بیمه و سایر خدمات لجستیکی در یک مکان، فرآیندهای صادرات و واردات به طور چشمگیری  تسهیل و تسریع می‌شوند. این امر به کاهش هزینه‌ها و افزایش رقابت پذیری کالاها کمک می‌کند.
کاهش تراکم در بندرهای ساحلی: با انتقال بسیاری از عملیات‌های لجستیکی به داخل خشکی، از فشار و بار ترافیکی بندرهای اصلی کاسته و کارایی آنها را افزایش می‌دهد. 
ایجاد ارزش افزوده: اغلب خدمات دیگری مانند بسته‌بندی مجدد، برچسب‌زنی، مونتاژ نهایی و کنترل کیفیت نیز در این مناطق ارائه می‌شود که به کالا ارزش افزوده می‌بخشد. 
در نتیجه، بندر خشک یک زیرساخت کلیدی برای توسعه تجارت خارجی، بهبود رقابت پذیری و توسعه اقتصادی مناطق داخلی یک کشور محسوب می‌شود. 

## بندرهای خشک در ایران

#### بندر خشک آپرین دراستان تهران
این مرکز که پیشتر نیز به آن اشاره شد، مهم‌ترین و استراتژیک‌ترین پروژه بندر خشک عملیاتی در ایران به‌شمار می‌رود. آپرین در موقعیتی بسیار مناسب در جنوب غربی کلان‌شهر تهران (منطقه اسلامشهر) قرار گرفته و دسترسی مطلوبی به شبکه ریلی سراسری و آزادراه‌های اصلی کشور دارد. هدف اصلی آن، همان‌طور که گفته شد، مُدیریت بخش قابل توجهی از کانتینرهای وارداتی و صادراتی از مبدأ یا به مقصد تهران و استان‌های مرکزی، کاهش بار ترافیکی و عملیاتی بندر شهید رَجایی، و تسریع فرآیندهای گمرکی و لجستیکی است.
اتصال مستقیم ریلی به بندرعباس، مهم‌ترین مزیت رقابتی آن محسوب می‌شود. آپرین با دارا بودن محوطه‌های وسیع کانتینری، انبارها، تجهیزات مدرن جابجایی و استقرار دفاتر گمرک و سایر نهادهای مرتبط، به عنوان یک الگوی موفق برای توسعه آتی بندرهای خشک در کشور مطرح است. فازهای توسعه‌ای این بندر خشک همچنان ادامه دارد تا ظرفیت و خدمات آن گسترش یابد.

### بندر خشک پیشگامان در استان البرز
بندر خشک پیشگامان یزد که شعبه‌ای از آن در استان البرز (منطقه اقتصادی ویژه و فرودگاه بین‌المللی پیام) فعال است، یکی دیگر از مراکز لجستیکی مهم در نزدیکی پایتخت محسوب می‌شود. این مرکز با هدف ارائه خدمات لجستیکی مدرن، انبارداری، خدمات گمرکی و پشتیبانی از صنایع مستقر در استان البرز و غرب تهران ایجاد شده است. قرار گرفتن در منطقه ویژه اقتصادی پیام، مزایای قانونی و گمرکی خاصی را برای فعالان اقتصادی فراهم می‌آورد.
اگرچه مُمکن است مقیاس آن در حال حاضر با آپرین متفاوت باشد، اما موقعیت استراتژیک آن در کریدورهای حمل و نقل اصلی و نزدیکی به صنایع بزرگ، اهمیت ویژه‌ای به آن بخشیده است. این مرکز نیز بر تسهیل فرآیندهای مرتبط با کانتینر و ارائه خدمات ارزش افزوده تمرکز دارد.

### بندر خشک سهلان در استان آذربایجان شرقی (منطقه تبریز)
توجه: سهلان در نزدیکی تبریز، استان آذربایجان شرقی واقع شده است و نقش مهمی در لجستیک شمال غرب کشور دارد.
منطقه سهلان، به عنوان یکی از ایستگاه‌های راه‌آهن کلیدی و مراکز گمرکی با سابقه در نزدیکی کلان‌شهر تبریز، نقشی مشابه بندر خشک را برای منطقه شمال غرب ایران ایفا می‌کند. گرچه ممکن است تمام زیرساخت‌های یک بندر خشک مدرن مطابق با تعاریف بین‌المللی را به صورت کامل نداشته باشد، اما به دلیل استقرار گمرک فعال و اتصال به شبکه ریلی سراسری، عملاً به عنوان یک پایانه داخلی مهم برای انجام تشریفات گمرکی، انبارش و مدیریت کانتینرها عمل می‌نماید.
موقعیت سهلان با توجه به نزدیکی به مرزهای ترکیه، ارمنستان و جمهوری آذربایجان و قرارگیری در مسیر کریدورهای حمل‌ونقل بین‌المللی (مانند کریدور شرق-غرب)، پتانسیل بالایی برای تبدیل شدن به یک بندر خشک کامل و ایفای نقش محوری در تجارت منطقه‌ای و ترانزیت کالا دارد. بسیاری از کالاهای وارداتی یا صادراتی این منطقه، فرآیندهای گمرکی خود را در سهلان طی می‌کنند.

### بندر خشک اینچه‌برون در استان گلستان
اینچه‌برون، واقع در نقطه صفر مرزی ایران و ترکمنستان در استان گلستان، یک موقعیت منحصربه‌فرد و استراتژیک دارد. این پایانه مرزی و ریلی، نقشی کلیدی در تجارت ایران با کشورهای آسیای میانه ایفا می‌کند و به عنوان دروازه ورود و خروج کالا در کریدور بین‌المللی شمال-جنوب (INSTC) عمل می‌نماید. با توجه به اتصال ریلی به شبکه سراسری ایران و همچنین به شبکه ریلی ترکمنستان (و در ادامه به کل آسیای میانه)، اینچه‌برون عملاً کارکردهای یک بندر خشک مرزی را داراست.
امکانات گمرکی، محوطه‌های تخلیه و بارگیری و انبارهای موجود در این منطقه، آن را به یک مرکز مهم برای ترانزیت، واردات و صادرات تبدیل کرده است. توسعه زیرساخت‌ها در اینچه‌برون، از جمله احداث سیلوی بزرگ غلات و توسعه محوطه‌های کانتینری، با هدف تقویت نقش آن به عنوان یک هاب لجستیکی و بندر خشک استراتژیک در شمال شرق کشور انجام می‌شود.
توسعه و تکمیل این بندرهای خشک و احداث مراکز مشابه در سایر نقاط کلیدی کشور، می‌تواند به تحقق اهداف ایران برای تبدیل شدن به یک مرکز لجستیکی مهم در منطقه کمک شایانی نماید و پاسخ عملی‌تری به این سؤال باشد که نقش آتی بندر خشک در اقتصاد ملی چیست؟
با وجود پیشرفت‌ها، توسعه کامل شبکه بندرهای خشک در ایران همچنان با چالش‌هایی مانند نیاز به سرمایه‌گذاری بیشتر در زیرساخت‌های ریلی، هماهنگی بین دستگاهی و به‌روزرسانی قوانین و مقررات روبروست. با این حال، درک اینکه پتانسیل بندر خشک چیست برای اقتصاد ایران، اهمیت سرمایه‌گذاری در این حوزه را برجسته می‌سازد.